# 江口拓也・八代拓の『さんたく!!!』-3択バラエティ-
『江口拓也・八代拓の『さんたく!!!』-3択バラエティ-』（えぐちたくや・やしろたくのさんたく さんたくバラエティ）は2017年5月19日からニコニコ生放送で配信されているインターネット番組。

## 概要
江口拓也、八代拓の「拓」のつく2人とゲストがおりなす、ノリと勢いとテンションを大事に、すべてを「3択」で決めて進行していくバラエティ番組。
その日番組内でやることだったり、プレイするゲームだったり、さらにはロケ先まで様々なことを出演者だけではなく、視聴者が選択できるコーナーもある。ディレクターが天の声として進行していく。
大体毎月20時から21時に配信開始され、公式放送が30〜60分前後（ない場合、有料チャンネルで前半無料配信）、有料チャンネル会員限定放送が60分前後の約1時間30分〜2時間前後の番組。基本は収録だが、生放送の場合もある。また、MCが分かれて月2回放送される場合もある。

### コーナー
さんたく!!!インフォメーション
グッズやイベント情報等を紹介する。
さんたく!!!ゲームしちゃって〜
ゲームをプレイする。
さんたく!!!アンケートしちゃって〜
天の声が質問する。

### 過去のコーナー
さんたくマッチング
質問に対して答えが3つあり、どれがゲストの答えかを当てる。
さんたくしちゃって！
番組が出したお題に対して、視聴者のみなさんから選択肢となる3択を送ってもらって、出演者が選ぶ。

## 配信リスト
| # | 配信日                                    | 内容 | ゲスト                                                                                        |
| --- | ----------------------------------------- | --- | --------------------------------------------------------------------------------------------- |
| 1 | 2017年5月19日                             | ゲーム対決（いっしょにチョキッと スニッパーズ） さんたく題字決定戦2017 | 天﨑滉平                                                                                      |
| 2 | 2017年6月23日                             | 「桃太郎すし 高円寺本店」で初ロケ！ チームに分かれ、ゲーム（レイストーム）・お寿司対決                                                                                          | 野上翔〈江口〉                                                                                |
| 2 | 2017年6月24日                             | 「桃太郎すし 高円寺本店」で初ロケ！ チームに分かれ、ゲーム（レイストーム）・お寿司対決                                                                                          | ランズベリー・アーサー 〈八代〉                                                               |
| 3 | 2017年7月2日                              | 浴衣姿で初生放送！ ゲーム対決（ARMS）グッズのデザインを考案 | 千葉翔也、中島ヨシキ                                                                          |
| 4 | 2017年8月17日                             | カレーを作るため、キッチンスタジオで収録！ ゲーム対決（スーパーボンバーマン R）                                                                                                 | 千葉翔也、中島ヨシキ                                                                          |
| 5 | 2017年9月29日                             | チームに分かれて、ゲーム対決（ARMS〈江口〉 パックマン チャンピオンシップ エディション2〈八代〉) 秋の中間テスト対決！                                                            | 土岐隼一〈江口〉                                                                              |
| 5 | 2017年9月30日                             | チームに分かれて、ゲーム対決（ARMS〈江口〉 パックマン チャンピオンシップ エディション2〈八代〉) 秋の中間テスト対決！                                                            | 広瀬淳〈八代〉 （天の声：土岐隼一）                                                           |
| 6 | 2017年11月9日                             | ゲームプレイ（Nintendo Switch 赤ちゃん） さんたくマッチング | 豊永利行                                                                                      |
| 7 | 2017年11月29日                            | ゲームプレイ（みんなでワイワイ！スペランカー） さんたくマッチング | 村田太志、花江夏樹                                                                            |
| 8 | 2017年12月23日                            | クリスマス直前生放送2時間SP ゲームプレイ（電車でGO! PLUG＆PLAY） さんたくマッチング                                                                                             | 河西健吾、山下大輝                                                                            |
| 9 | 2018年1月31日                             | 江口拓也プロデュースラジオ 『八代拓のLOVE&PEACE診療所』 | たかはし智秋                                                                                  |
| 9 | 2018年2月1日                              | 八代拓プロデュースラジオ 『きゅん♡江口拓也きゅん♡×2』 | たかはし智秋                                                                                  |
| 10 | 2018年2月18日                             | 遅れてきたバレンタインSP生放送！ ゲームプレイ（ぺんぎんくん ギラギラWARS） さんたく世論マッチング 駒田カメラマン きゅん写真撮影 八代Pラジオ『きゅん♡〇〇きゅんと〇〇きゅん×2♡』 | 浅沼晋太郎、駒田航                                                                            |
| 11 | 2018年3月3日                              | 3月3日はさんたくの日!（勝手に） 江口Pラジオ『ラブ＆ピース診療所』 Dr.八代と江口看護師が恋のお悩みや相談を解決！                                                                 |                                                                                               |
| 12 | 2018年4月30日                             | 『恋愛幕末カレシ』コラボ回！ 〜幕末もしっかり勉強しちゃってSP〜 | 多田啓太                                                                                      |
| 13 | 2018年5月5日                              | 一周年記念SP（生放送） さんたく題字決定戦2018 『ラブ＆ピース診療所』Dr.八代と江口看護師、 ゲストDr.天﨑＆仲村が恋の悩みや相談を解決！                                           | 天﨑滉平、仲村宗悟 （VTR出演：野上翔、 ランズベリー・アーサー サプライズゲスト： コウメ太夫） |
| 14 | 2018年6月30日                             | 初夏の自由研究SP！第1夜 「ジムで体力トレーニングを研究」 | 鈴木崚汰〈八代〉                                                                              |
| 14 | 2018年7月1日                              | 初夏の自由研究SP！第2夜「ラテアートを研究」 | 伊東健人〈江口〉                                                                              |
| 15 | 2018年7月25日                             | 『熱川バナナワニ園』コラボSP（生放送） コラボメニュー考案 熱川バナナワニ園の公式キャラクター名決定 コラボ店用フォト撮影                                                         | 浅沼晋太郎、駒田航                                                                            |
| 16 | 2018年8月26日                             | 『夢100』コラボ第1夜 | 菊池幸利、深町寿成 〈八代〉                                                                   |
| 16 | 2018年8月29日                             | 『夢100』コラボ第2夜（生放送） | 菊池幸利、本橋大輔                                                                            |
| 17 | 2018年9月26日                             | 『熱川バナナワニ園』ロケ映像 | 浅沼晋太郎、駒田航 （MC不在）                                                                 |
| 17 | 2018年9月26日                             | 『フィジ彼』コラボ生放送 イケメン専属トレーナー「成瀬桂」の指示のもと、 皆でトレーニングをしてみよう！                                                                          | 西山宏太朗、鈴木崚汰 駒田航                                                                   |
| 18 | 2018年10月31日                            | 秋のケーキ作って食べちゃう!!! キッチンスタジオでガトーショコラ作り | 中島ヨシキ、市川太一                                                                          |
| 19 | 2018年11月28日                            | 生放送 ～冬だ！休みだ家でゲームだ！第1夜 （Overcooked 2、我流功夫極めロード）                                                                                                   | 熊谷健太郎、小林大紀 〈八代〉                                                                 |
| 19 | 2018年12月9日                             | 生放送 ～冬だ！休みだ家でゲームだ！第2夜 （文絵のために、Overcooked 2、我流功夫極めロード）                                                                                     | 野上翔、濱健人〈江口〉                                                                        |
| | 2018年12月28日                            | 緊急配信！さんたく!!!大事だよ年末ラジオ!!! MCに生電話、#19の第1・2夜有料会員放送                                                                                                | 菊池幸利、鈴木崚汰 電話出演：八代、江口                                                       |
| 20 | 2019年1月27日                             | 生放送！ ヴィレッジヴァンガードコラボグッズの イラスト考案、モテ力アンケート、カードゲーム （たった今考えたプロポーズの言葉を君に捧ぐよ。）                                     | 白井悠介、神尾晋一郎                                                                          |
| 21 | 2019年2月15日                             | 遅れてきたバレンタインデイSP生放送‼︎ ゲーム（Ultimate Chicken Horse）忘れてきた中間考査                                                                                          | 井上雄貴、石毛翔弥                                                                            |
| 22 | 2019年4月9日                              | 画伯対決SP（パスパルトゥー:アーティストの描いた夢） | 深町寿成、井上宝                                                                              |
| 23 | 2019年5月14日                             | 2周年記念SP生放送 （Overcooked 2、エセ芸術家ニューヨークへ行く） | 花江夏樹、浅沼晋太郎 伊東健人（VTR出演： 森久保祥太郎 シークレットゲスト：EXIT）              |
| 24 | 2019年6月30日                             | ふたりだけのさんたく（完全爆弾解除マニュアル：Keep Talking and Nobody Explodes）                                                                                                |                                                                                               |
| 25 | 2019年7月30日                             | 第一夜 〜八代拓と鈴木崚汰の小田原・箱根1日ツアー小田原編〜 | 鈴木崚汰〈八代〉                                                                              |
| 25 | 2019年7月31日                             | 第二夜 〜江口拓也と武内駿輔の夏の夜長に酒ティビティ前編〜 | 武内駿輔〈江口〉                                                                              |
| 26 | 2019年8月29日                             | 第一夜 〜八代拓と鈴木崚汰の小田原・箱根1日ツアー箱根編〜 | 鈴木崚汰〈八代〉                                                                              |
| 26 | 2019年8月30日                             | 第二夜 〜江口拓也と武内駿輔の夏の夜長に酒ティビティ後編〜 | 武内駿輔〈江口〉                                                                              |
| 27 | 2019年9月30日                             | 初秋の作り物SP（オリジナル石鹸作り） | 菊池勇成、土田玲央                                                                            |
| 28 | 2019年10月14日                            | 秋の夜長にゲームで遊ぶ生放送（Nippon Marathon） | 井上雄貴、土岐隼一                                                                            |
| 29 | 2019年11月5日                             | アナログゲームで遊ぼう！ （声優になろう、ワンナイト人狼 狂気ver） | 天﨑滉平、濱健人                                                                              |
| 30 | 2019年12月14日                            | 第一夜 生放送（ゲーム：Heave Ho） | 石毛翔弥〈八代〉                                                                              |
| 30 | 2019年12月29日                            | 第二夜 生放送（急遽忘年会、ゲーム：Heave Ho） | 神尾晋一郎〈江口〉                                                                            |
| 31 | 2020年1月31日                             | お料理しようよ！第1夜（ビーフシチュー） | 浦和希〈八代〉                                                                                |
| 31 | 2020年2月8日                              | お料理しようよ！第2夜（ホワイトシチュー） | 鵜澤正太郎〈江口〉                                                                            |
| 32 | 2020年2月26日                             | 生放送！ nimax Cafe+とのコラボカフェ紹介 ボードゲーム yogi | 長谷川芳明、古田一紀                                                                          |
| | 2020年3月22日                             | 大さんたく!!! 生放送スペシャル 第1部 ヨギ選手権！グッズ紹介『Heave Ho』タイムトライアルWatackleフォトワールドー！                                                               | 浅沼晋太郎、神尾晋一郎 駒田航、仲村宗悟 深町寿成、浦和希                                      |
| 大さんたく!!! 生放送スペシャル 第2部 『はぁって言うゲーム2』選手権！グッズ紹介 爆弾を解除してね！～『完全爆弾解除マニュアル：Keep Talking and Nobody Explodes』で遊ぼう！さんたく!!!DOMEMO王決定戦!!! | 2020年3月22日                             | 浅沼晋太郎、神尾晋一郎 駒田航、仲村宗悟 土岐隼一、長谷川芳明 |                                                                                               |
| 33 | 2020年4月28日                             | ～酒ティビティおかわり～ | 神尾晋一郎、長谷川芳明                                                                        |
| 34 | 2020年5月25日                             | 3周年記念生放送!! | 石毛翔弥、菊池勇成                                                                            |
| 35 | 2020年6月29日                             | 生放送！コラボコミックをラフページ公開 コラボアナログゲーム特集でテスト版4種類をお試しプレイ！                                                                                  | 浦和希、土田玲央                                                                              |
| 36 | 2020年7月31日                             | 生放送 | 濱野大輝、帆世雄一                                                                            |
| 37 | 2020年8月12日                             | 生放送！連載開始直前コミック 『IdReal-アイディアル- 燦星の選択』生朗読 アナログゲームテストプレイ第2弾                                                                          | 浦和希、田所陽向                                                                              |
| | 2020年9月26日                             | さんたく!!!的マーダ―ミステリーNight 第1夜 | 石毛翔弥、石橋陽彩                                                                            |
| 2020年9月27日 | さんたく!!!的マーダ―ミステリーNight 第2夜 | 上西哲平、田所陽向 |                                                                                               |
| 38 | 2020年10月15日                            | Fall Guys シーズン2 | 五十嵐雅、土岐隼一                                                                            |

## イベント
- さんたく!!! ～Chapter1 拓-1グランプリ～（2018年3月25日、ニッショーホール）[16]
  - ゲスト：浅沼晋太郎、 佐藤拓也、 土岐隼一、 豊永利行、 代永翼
  - サプライズナレーション：若本規夫
- 三択バラエティ『さんたく!!!』presents 拓を持つ俺達が未開拓を開拓していく本 -拓- 発売記念トークイベント（2018年5月5日、都内某所）[17]
- さんたく!!! 〜Chapter2 芸術と運動の祭典～（2018年11月11日、幕張国際研修センター）[18]
  - ゲスト：天﨑滉平、駒田航、中島ヨシキ、西山宏太朗
  - シークレットゲスト：鈴木崚汰（昼）浅沼晋太郎（夜）[19][20]
- 江口拓也と八代拓のさんたく!!!1st Anniversaryパック発売記念トークショウ（2019年1月27日、南海東京ビル3F）[21]
  - ゲスト：駒田航
- さんたく!!! 〜Chapter3 拓-1グランプリ～（2019年3月17日、有楽町よみうりホール）[22]
  - ゲスト：白井悠介、武内駿輔、花江夏樹、平川大輔
  - シークレットゲスト：菊池幸利、濱健人[23]
  - ナレーション：若本規夫

## 関連商品
- 三択バラエティ『さんたく!!!』presents 拓を持つ俺達が未開拓を開拓していく本 -拓-（2018年3月30日、KADOKAWA）ISBN 9784047333048
- 『さんたく!!!』“拓”上カレンダー ＜2018年度版＞（2018年4月中旬）
- さんたく!!!1st anniv.BOX taku-etsu～俺らやってんな～ ＜DVD、CD、フォトブック、缶バッジ＞（2018年12月5日）[21]
- さんたく!!!×ヴィレッジヴァンガード コラボグッズ（2019年3月30日）[24]
- テーマソングCD『SUN TAG』（2019年11月29日）[25]
- IdReal-アイディアル-　燦星の選択（2021年3月8日、KADOKAWA）ISBN 9784046802514 - 本番組とのコラボ関係にあった作品[26]